# Inland Empire (California)
El área metropolitana de Riverside-San Bernardino-Ontario, conocida como Inland Empire y oficialmente como área estadística metropolitana de Riverside-San Bernardino-Ontario por la Oficina de Administración y Presupuesto, es un área estadística metropolitana del Gran Los Ángeles, centrada en las ciudades de Riverside, San Bernardino y Ontario, en el estado estadounidense de California. El área metropolitana tenía una población en el Censo de 2010 de más de cuatro millones y doscientos mil , convirtiéndola en la 13.º área metropolitana más poblada de los Estados Unidos. El área metropolitana de Riverside-San Bernardino-Ontario comprende los condados de San Bernardino y Riverside y la ciudad más poblada es Riverside.

## Demografía
Según el censo de 2010, había 4 224 851 personas residiendo en el área metropolitana. La densidad de población era de 59.78 habitantes por km². De esa cantidad de residentes del área metropolitana, 2 488 308 eran blancos, 322 405 eran afroamericanos, 46 399 amerindios, 259 071 asiáticos, 13 744 isleños del Pacífico, 887 896 de otras razas y 207 028 pertenecían a dos o más razas. Del total de la población, 1 996 402 eran hispanos o latinos de cualquier raza.

## Principales ciudades del área metropolitana
| Ciudades del condado de Riverside | Año de incorporación | Población, 2007 | Ingresos, 2009 |
| --------------------------------- | -------------------- | --------------- | -------------- |
| Banning                           | 1913                 | 28 272          | $40 073        |
| Beaumont                          | 1912                 | 28 250          | $46 703        |
| Blythe                            | 1916                 | 22 178          | $36 883        |
| Calimesa                          | 1990                 | 7 415           | $56 531        |
| Canyon Lake                       | 1990                 | 10 939          | $84 324        |
| Cathedral City                    | 1981                 | 51 081          | $43 792        |
| Corona                            | 1896                 | 144 661         | $145 497       |
| Coachella                         | 1946                 | 35 207          | $35 797        |
| Desert Hot Springs                | 1963                 | 22 011          | $36 397        |
| Hemet                             | 1910                 | 69 544          | $33 924        |
| Indian Wells                      | 1967                 | 5 115           | $116 718       |
| Indio                             | 1930                 | 71 654          | $47 708        |
| Lake Elsinore                     | 1888                 | 40 985          | $55 179        |
| La Quinta                         | 1982                 | 38 340          | $74 452        |
| Menifee                           | 2008                 | 77 984          | N/D            |
| Moreno Valley                     | 1984                 | 174 565         | $55 604        |
| Murrieta                          | 1991                 | 92 933          | $74 775        |
| Norco                             | 1964                 | 27 262          | $81 182        |
| Palm Desert                       | 1973                 | 49 539          | $51 999        |
| Palm Springs                      | 1938                 | 46 437          | $43 615        |
| Perris                            | 1911                 | 47 139          | $49 675        |
| Rancho Mirage                     | 1973                 | 16 672          | $76 642        |
| Riverside                         | 1883                 | 287 820         | $54 099        |
| San Jacinto                       | 1888                 | 31 066          | $42 772        |
| Temecula                          | 1989                 | 93 923          | $75 335        |
| Wildomar                          | 2008                 | N/D             | N/D            |

| Ciudades del condado de San Bernardino | Año de incorporación | Población, 2007 | Ingresos, 2006 |
| -------------------------------------- | -------------------- | --------------- | -------------- |
| Adelanto                               | 1970                 | 27 139          | $42 210        |
| Apple Valley                           | 1988                 | 70 297          | $48 946        |
| Barstow                                | 1947                 | 23 943          | $39 564        |
| Big Bear Lake                          | 1981                 | 6 207           | $42 512        |
| Chino                                  | 1910                 | 81 224          | $70 283        |
| Chino Hills                            | 1991                 | 78 668          | $103 404       |
| Colton                                 | 1887                 | 51 797          | $42 665        |
| Fontana                                | 1952                 | 181 640         | $61 752        |
| Grand Terrace                          | 1978                 | 12 380          | $68 098        |
| Hesperia                               | 1988                 | 85 876          | $48 244        |
| Highland                               | 1987                 | 52 186          | $54 153        |
| Loma Linda                             | 1970                 | 22 451          | $52 272        |
| Montclair                              | 1956                 | 36 622          | $56 147        |
| Needles                                | 1913                 | 5 759           | $32 431        |
| Ontario                                | 1891                 | 172 701         | $55 781        |
| Rancho Cucamonga                       | 1977                 | 172 331         | $78 452        |
| Redlands                               | 1888                 | 71 375          | $63 463        |
| Rialto                                 | 1911                 | 99 064          | $40 659        |
| San Bernardino                         | 1854                 | 205 010         | $31 405        |
| Twentynine Palms                       | 1987                 | 24 830          | $36 471        |
| Upland                                 | 1906                 | 75 169          | $61 044        |
| Victorville                            | 1962                 | 102 538         | $50 531        |
| Yucaipa                                | 1989                 | 51 784          | $50 529        |
| Yucca Valley                           | 1991                 | 21 044          | $38 092        |